# Diche Oto
Diche Oto ou Dichoto est une ville du nord-est de l'Éthiopie, située dans la Woreda d'Elidar, comprise dans la Zone Administrative 1 de la région Afar. Elle était connue sous le nom de "Diciotto" ("dix-huit", en italien) pendant l'occupation italienne.
Elle compte 3 268 habitants au recensement de 2011.